# Zamia verschaffeltii
Zamia verschaffeltii là một loài thực vật thuộc họ Zamiaceae. Đây là loài đặc hữu của México.